# Alerte Cobra
Pour les articles homonymes, voir Cobra (homonymie).
 (novembre 2022).
- Si vous ne connaissez pas le sujet, laissez ce bandeau (vous pouvez alors contacter les auteurs).
- Si vous supprimez le contenu mis en cause (vous pouvez préalablement contacter les auteurs),

argumentez précisément cette suppression dans la page de discussion
(un manque de référence n'est pas un argument ; une recherche réelle de référence doit avoir été effectuée, être formellement documentée).
 (décembre 2023).
Si vous disposez d'ouvrages ou d'articles de référence ou si vous connaissez des sites web de qualité traitant du thème abordé ici, merci de compléter l'article en donnant les références utiles à sa vérifiabilité et en les liant à la section « Notes et références ».
Alerte Cobra (Alarm für Cobra 11 - Die Autobahnpolizei en version originale) est une série télévisée allemande créée par Claude Cueni (de) en 1995, et diffusée depuis le 12 mars 1996 sur RTL Television.
En Belgique et au Luxembourg, la série est diffusée pour la première fois en 1996 sur RTL-TVI et RTL9, puis sur AB3.
En France, elle est diffusée pour la première fois dès 1997 sur TF1 puis sur TMC de 2006 à 2018. Elle est également diffusée sur RTL9 depuis 2012 et a été rediffusée sur HD1 en 2014. De décembre 2018 à août 2023, NRJ 12 diffuse la série sous le nom Alerte Cobra : Un duo Explosif. Depuis fin 2022, la série bénéficie de sa propre chaîne sur la plateforme gratuite Pluto TV. Courant juillet 2025, 6ter annonce acheter les droits de diffusion pour une programmation quotidienne dès le 18 août.
Elle est également diffusée en Suisse, sur RTS Un et RTS Deux, ainsi qu'au Québec depuis février 2000 à Séries Plus.
Une série dérivée, nommée Alerte Cobra : Team 2 a été diffusée sur la chaîne RTL de 2003 à 2005. Ce spin-off possède onze épisodes.

## Synopsis
La brigade autoroutière (section fictive de la police autoroutière allemande) de Berlin (pour les 4 premières saisons) et Cologne/Düsseldorf (depuis la saison 5), est chargée de garantir la sécurité des automobilistes et de faire respecter la loi sur les autoroutes.
L'inspecteur Sami Gerçan et son unité (Cobra 11) font face à de nombreux criminels. Leurs enquêtes sont régulièrement ponctuées par des courses-poursuites, fusillades, explosions et autres conditions extrêmes, sur l'autoroute ou en ville.

## Distribution
| Saisons                        | Brigade autoroutière (Cobra 11) | Brigade autoroutière (Cobra 11)    | Brigade autoroutière (Cobra 11)      | Brigade autoroutière (Cobra 11)         | Brigade autoroutière (Cobra 11)  | Brigade autoroutière (Cobra 11)           | Police scientifique          | Procureur                               |                                              | Famille Gerçan                  | Famille Gerçan           | Famille Gerçan                                        | Famille Gerçan |
| Saisons                        | Inspecteur no 1                 | Inspecteur no 2                    | Brigadiers                           | Brigadiers                              | Chef de service                  | Secrétaire                                | Police scientifique          | Procureur                               | Femme                                        | Enfants                         | Enfants                  | Enfants                                               |                |
| ------------------------------ | ------------------------------- | ---------------------------------- | ------------------------------------ | --------------------------------------- | -------------------------------- | ----------------------------------------- | ---------------------------- | --------------------------------------- | -------------------------------------------- | ------------------------------- | ------------------------ | ----------------------------------------------------- | -------------- |
| 1 (épisode pilote + épisode 2) | Hugo Fischer (Rainer Strecker)  | Frank Nolte (Johannes Brandrup)    | Marcus Bodmar (Uwe Büschken)         | Anna Heckendorn (Claudia Balko)         | Katharina Lambert (Almut Eggert) | Thomas Rieder (Günter Schubert)           |                              |                                         |                                              |                                 |                          |                                                       |                |
| 1 (épisodes 3 à 9)             | Frank Nolte (Johannes Brandrup) | Sami Gerçan (Erdoğan Atalay)       | Marcus Bodmar (Uwe Büschken)         | Anna Heckendorn (Claudia Balko)         | Katharina Lambert (Almut Eggert) | Thomas Rieder (Günter Schubert)           |                              |                                         |                                              |                                 |                          |                                                       |                |
| 2                              | Sami Gerçan (Erdoğan Atalay)    | André Fux (Mark Keller)            | Henri Granberger (Dietmar Huhn)      | Poitevin (Sven Riemann)                 | Katharina Lambert (Almut Eggert) | Regina Christmann (Nina Weniger)          |                              |                                         |                                              |                                 |                          |                                                       |                |
| 3                              | Sami Gerçan (Erdoğan Atalay)    | André Fux (Mark Keller)            | Henri Granberger (Dietmar Huhn)      | Boris Bonrath (Gottfried Vollmer)       | Anna Anjalbert (Charlotte Schwab | Andrea Schäfer puis Gerçan (Carina Wiese) |                              |                                         |                                              |                                 |                          |                                                       |                |
| 4                              | Sami Gerçan (Erdoğan Atalay)    | André Fux (Mark Keller)            | Henri Granberger (Dietmar Huhn)      | Boris Bonrath (Gottfried Vollmer)       | Anna Anjalbert (Charlotte Schwab | Andrea Schäfer puis Gerçan (Carina Wiese) |                              |                                         |                                              |                                 |                          |                                                       |                |
| 5                              | Sami Gerçan (Erdoğan Atalay)    | André Fux (Mark Keller)            | Henri Granberger (Dietmar Huhn)      | Boris Bonrath (Gottfried Vollmer)       | Anna Anjalbert (Charlotte Schwab | Andrea Schäfer puis Gerçan (Carina Wiese) |                              |                                         |                                              |                                 |                          |                                                       |                |
| 6                              | Sami Gerçan (Erdoğan Atalay)    | André Fux (Mark Keller)            | Henri Granberger (Dietmar Huhn)      | Boris Bonrath (Gottfried Vollmer)       | Anna Anjalbert (Charlotte Schwab | Andrea Schäfer puis Gerçan (Carina Wiese) |                              |                                         |                                              |                                 |                          |                                                       |                |
| 7                              | Sami Gerçan (Erdoğan Atalay)    | Tom Kranich (René Steinke)         | Henri Granberger (Dietmar Huhn)      | Boris Bonrath (Gottfried Vollmer)       | Anna Anjalbert (Charlotte Schwab | Andrea Schäfer puis Gerçan (Carina Wiese) |                              |                                         |                                              |                                 |                          |                                                       |                |
| 8                              | Sami Gerçan (Erdoğan Atalay)    | Tom Kranich (René Steinke)         | Henri Granberger (Dietmar Huhn)      | Boris Bonrath (Gottfried Vollmer)       | Anna Anjalbert (Charlotte Schwab | Andrea Schäfer puis Gerçan (Carina Wiese) |                              |                                         |                                              |                                 |                          |                                                       |                |
| 9                              | Sami Gerçan (Erdoğan Atalay)    | Tom Kranich (René Steinke)         | Henri Granberger (Dietmar Huhn)      | Boris Bonrath (Gottfried Vollmer)       | Anna Anjalbert (Charlotte Schwab | Andrea Schäfer puis Gerçan (Carina Wiese) |                              |                                         |                                              |                                 |                          |                                                       |                |
| 10                             | Sami Gerçan (Erdoğan Atalay)    | Tom Kranich (René Steinke)         | Henri Granberger (Dietmar Huhn)      | Boris Bonrath (Gottfried Vollmer)       | Anna Anjalbert (Charlotte Schwab | Andrea Schäfer puis Gerçan (Carina Wiese) |                              |                                         |                                              |                                 |                          |                                                       |                |
| 11                             | Sami Gerçan (Erdoğan Atalay)    | Tom Kranich (René Steinke)         | Henri Granberger (Dietmar Huhn)      | Boris Bonrath (Gottfried Vollmer)       | Anna Anjalbert (Charlotte Schwab | Andrea Schäfer puis Gerçan (Carina Wiese) |                              |                                         |                                              |                                 |                          |                                                       |                |
| 12                             | Sami Gerçan (Erdoğan Atalay)    | Tom Kranich (René Steinke)         | Henri Granberger (Dietmar Huhn)      | Boris Bonrath (Gottfried Vollmer)       | Anna Anjalbert (Charlotte Schwab | Andrea Schäfer puis Gerçan (Carina Wiese) |                              |                                         |                                              |                                 |                          |                                                       |                |
| 13                             | Sami Gerçan (Erdoğan Atalay)    | Tom Kranich (René Steinke)         | Henri Granberger (Dietmar Huhn)      | Boris Bonrath (Gottfried Vollmer)       | Anna Anjalbert (Charlotte Schwab | Andrea Schäfer puis Gerçan (Carina Wiese) |                              |                                         |                                              |                                 |                          |                                                       |                |
| 14                             | Sami Gerçan (Erdoğan Atalay)    | Jan Richter (Christian Oliver)     | Henri Granberger (Dietmar Huhn)      | Boris Bonrath (Gottfried Vollmer)       | Anna Anjalbert (Charlotte Schwab | Andrea Schäfer puis Gerçan (Carina Wiese) | Armand Freund (Niels Kurvin) |                                         |                                              |                                 |                          |                                                       |                |
| 15                             | Sami Gerçan (Erdoğan Atalay)    | Jan Richter (Christian Oliver)     | Henri Granberger (Dietmar Huhn)      | Boris Bonrath (Gottfried Vollmer)       | Anna Anjalbert (Charlotte Schwab | Andrea Schäfer puis Gerçan (Carina Wiese) | Armand Freund (Niels Kurvin) |                                         |                                              |                                 |                          |                                                       |                |
| 16                             | Sami Gerçan (Erdoğan Atalay)    | Jan Richter (Christian Oliver)     | Henri Granberger (Dietmar Huhn)      | Boris Bonrath (Gottfried Vollmer)       | Anna Anjalbert (Charlotte Schwab | Andrea Schäfer puis Gerçan (Carina Wiese) | Armand Freund (Niels Kurvin) | Isolde Schrankmann (Kerstin Thielemann) | Andrea Gerçan (Carina Wiese) (Femme de Sami) |                                 |                          |                                                       |                |
| 17                             | Sami Gerçan (Erdoğan Atalay)    | Tom Kranich (René Steinke)         | Henri Granberger (Dietmar Huhn)      | Boris Bonrath (Gottfried Vollmer)       | Anna Anjalbert (Charlotte Schwab | Andrea Schäfer puis Gerçan (Carina Wiese) | Armand Freund (Niels Kurvin) | Isolde Schrankmann (Kerstin Thielemann) | Andrea Gerçan (Carina Wiese) (Femme de Sami) |                                 |                          |                                                       |                |
| 18                             | Sami Gerçan (Erdoğan Atalay)    | Tom Kranich (René Steinke)         | Henri Granberger (Dietmar Huhn)      | Boris Bonrath (Gottfried Vollmer)       | Anna Anjalbert (Charlotte Schwab | Andrea Schäfer puis Gerçan (Carina Wiese) | Armand Freund (Niels Kurvin) | Isolde Schrankmann (Kerstin Thielemann) | Andrea Gerçan (Carina Wiese) (Femme de Sami) |                                 |                          |                                                       |                |
| 19                             | Sami Gerçan (Erdoğan Atalay)    | Tom Kranich (René Steinke)         | Henri Granberger (Dietmar Huhn)      | Boris Bonrath (Gottfried Vollmer)       | Anna Anjalbert (Charlotte Schwab | Petra Schubert (Martina Hill)             | Armand Freund (Niels Kurvin) | Isolde Schrankmann (Kerstin Thielemann) | Andrea Gerçan (Carina Wiese) (Femme de Sami) | Ayda Gerçan (Nicole Rusz)       |                          |                                                       |                |
| 20                             | Sami Gerçan (Erdoğan Atalay)    | Tom Kranich (René Steinke)         | Henri Granberger (Dietmar Huhn)      | Boris Bonrath (Gottfried Vollmer)       | Anna Anjalbert (Charlotte Schwab | Petra Schubert (Martina Hill)             | Armand Freund (Niels Kurvin) | Isolde Schrankmann (Kerstin Thielemann) | Andrea Gerçan (Carina Wiese) (Femme de Sami) | Ayda Gerçan (Nicole Rusz)       |                          |                                                       |                |
| 21                             | Sami Gerçan (Erdoğan Atalay)    | Chris Ritter (Gedeon Burkhard)     | Henri Granberger (Dietmar Huhn)      | Boris Bonrath (Gottfried Vollmer)       | Anna Anjalbert (Charlotte Schwab | Susanne König (Daniela Wutte)             | Armand Freund (Niels Kurvin) | Isolde Schrankmann (Kerstin Thielemann) | Andrea Gerçan (Carina Wiese) (Femme de Sami) | Ayda Gerçan (Nicole Rusz)       |                          |                                                       |                |
| 22                             | Sami Gerçan (Erdoğan Atalay)    | Chris Ritter (Gedeon Burkhard)     | Henri Granberger (Dietmar Huhn)      | Boris Bonrath (Gottfried Vollmer)       | Anna Anjalbert (Charlotte Schwab | Susanne König (Daniela Wutte)             | Armand Freund (Niels Kurvin) | Isolde Schrankmann (Kerstin Thielemann) | Andrea Gerçan (Carina Wiese) (Femme de Sami) | Ayda Gerçan (Nicole Rusz)       |                          |                                                       |                |
| 23                             | Sami Gerçan (Erdoğan Atalay)    | Chris Ritter (Gedeon Burkhard)     | Henri Granberger (Dietmar Huhn)      | Boris Bonrath (Gottfried Vollmer)       | Anna Anjalbert (Charlotte Schwab | Susanne König (Daniela Wutte)             | Armand Freund (Niels Kurvin) | Isolde Schrankmann (Kerstin Thielemann) | Andrea Gerçan (Carina Wiese) (Femme de Sami) | Ayda Gerçan (Nicole Rusz)       |                          |                                                       |                |
| 24                             | Sami Gerçan (Erdoğan Atalay)    | Ben Jäger (Tom Beck)               | Henri Granberger (Dietmar Huhn)      | Boris Bonrath (Gottfried Vollmer)       | Anna Anjalbert (Charlotte Schwab | Susanne König (Daniela Wutte)             | Armand Freund (Niels Kurvin) | Isolde Schrankmann (Kerstin Thielemann) | Andrea Gerçan (Carina Wiese) (Femme de Sami) | Ayda Gerçan (Nicole Rusz)       |                          |                                                       |                |
| 25                             | Sami Gerçan (Erdoğan Atalay)    | Ben Jäger (Tom Beck)               | Henri Granberger (Dietmar Huhn)      | Boris Bonrath (Gottfried Vollmer)       | Kim Krüger (Katja Woywood)       | Susanne König (Daniela Wutte)             | Armand Freund (Niels Kurvin) | Isolde Schrankmann (Kerstin Thielemann) | Andrea Gerçan (Carina Wiese) (Femme de Sami) | Ayda Gerçan (Nicole Rusz)       |                          |                                                       |                |
| 26                             | Sami Gerçan (Erdoğan Atalay)    | Ben Jäger (Tom Beck)               | Henri Granberger (Dietmar Huhn)      | Boris Bonrath (Gottfried Vollmer)       | Kim Krüger (Katja Woywood)       | Susanne König (Daniela Wutte)             | Armand Freund (Niels Kurvin) | Isolde Schrankmann (Kerstin Thielemann) | Andrea Gerçan (Carina Wiese) (Femme de Sami) | Ayda Gerçan (Nicole Rusz)       |                          |                                                       |                |
| 27                             | Sami Gerçan (Erdoğan Atalay)    | Ben Jäger (Tom Beck)               | Henri Granberger (Dietmar Huhn)      | Boris Bonrath (Gottfried Vollmer)       | Kim Krüger (Katja Woywood)       | Susanne König (Daniela Wutte)             | Armand Freund (Niels Kurvin) | Isolde Schrankmann (Kerstin Thielemann) | Andrea Gerçan (Carina Wiese) (Femme de Sami) | Ayda Gerçan (Nicole Rusz)       | Lilly Gerçan             |                                                       |                |
| 28                             | Sami Gerçan (Erdoğan Atalay)    | Ben Jäger (Tom Beck)               | Henri Granberger (Dietmar Huhn)      | Boris Bonrath (Gottfried Vollmer)       | Kim Krüger (Katja Woywood)       | Susanne König (Daniela Wutte)             | Armand Freund (Niels Kurvin) | Isolde Schrankmann (Kerstin Thielemann) | Andrea Gerçan (Carina Wiese) (Femme de Sami) | Ayda Gerçan (Nicole Rusz)       | Lilly Gerçan             |                                                       |                |
| 29                             | Sami Gerçan (Erdoğan Atalay)    | Ben Jäger (Tom Beck)               | Jennifer « Jenny » Dorn (Katrin Heß) | Boris Bonrath (Gottfried Vollmer)       | Kim Krüger (Katja Woywood)       | Susanne König (Daniela Wutte)             | Armand Freund (Niels Kurvin) | Isolde Schrankmann (Kerstin Thielemann) | Andrea Gerçan (Carina Wiese) (Femme de Sami) | Ayda Gerçan (Nicole Rusz)       | Lilly Gerçan             |                                                       |                |
| 30                             | Sami Gerçan (Erdoğan Atalay)    | Ben Jäger (Tom Beck)               | Jennifer « Jenny » Dorn (Katrin Heß) | Boris Bonrath (Gottfried Vollmer)       | Kim Krüger (Katja Woywood)       | Susanne König (Daniela Wutte)             | Armand Freund (Niels Kurvin) | Isolde Schrankmann (Kerstin Thielemann) | Andrea Gerçan (Carina Wiese) (Femme de Sami) | Ayda Gerçan (Nicole Rusz)       | Lilly Gerçan             | Dana Gerçan Wegner (Tesha Moon Krieg) (fille de Sami) |                |
| 31                             | Sami Gerçan (Erdoğan Atalay)    | Ben Jäger (Tom Beck)               | Jennifer « Jenny » Dorn (Katrin Heß) | Boris Bonrath (Gottfried Vollmer)       | Kim Krüger (Katja Woywood)       | Susanne König (Daniela Wutte)             | Armand Freund (Niels Kurvin) | Isolde Schrankmann (Kerstin Thielemann) | Andrea Gerçan (Carina Wiese) (Femme de Sami) | Ayda Gerçan (Nicole Rusz)       | Lilly Gerçan             | Dana Gerçan Wegner (Tesha Moon Krieg) (fille de Sami) |                |
| 32                             | Sami Gerçan (Erdoğan Atalay)    | Ben Jäger (Tom Beck)               | Jennifer « Jenny » Dorn (Katrin Heß) | Boris Bonrath (Gottfried Vollmer)       | Kim Krüger (Katja Woywood)       | Susanne König (Daniela Wutte)             | Armand Freund (Niels Kurvin) | Isolde Schrankmann (Kerstin Thielemann) | Andrea Gerçan (Carina Wiese) (Femme de Sami) | Ayda Gerçan (Nicole Rusz)       | Lilly Gerçan             | Dana Gerçan Wegner (Tesha Moon Krieg) (fille de Sami) |                |
| 33                             | Sami Gerçan (Erdoğan Atalay)    | Ben Jäger (Tom Beck)               | Jennifer « Jenny » Dorn (Katrin Heß) | Boris Bonrath (Gottfried Vollmer)       | Kim Krüger (Katja Woywood)       | Susanne König (Daniela Wutte)             | Armand Freund (Niels Kurvin) | Isolde Schrankmann (Kerstin Thielemann) | Andrea Gerçan (Carina Wiese) (Femme de Sami) | Ayda Gerçan (Nicole Rusz)       | Lilly Gerçan             | Dana Gerçan Wegner (Tesha Moon Krieg) (fille de Sami) |                |
| 34                             | Sami Gerçan (Erdoğan Atalay)    | Ben Jäger (Tom Beck)               | Jennifer « Jenny » Dorn (Katrin Heß) | Boris Bonrath (Gottfried Vollmer)       | Kim Krüger (Katja Woywood)       | Susanne König (Daniela Wutte)             | Armand Freund (Niels Kurvin) | Isolde Schrankmann (Kerstin Thielemann) | Andrea Gerçan (Carina Wiese) (Femme de Sami) | Ayda Gerçan (Nicole Rusz)       | Lilly Gerçan             | Dana Gerçan Wegner (Tesha Moon Krieg) (fille de Sami) |                |
| 35                             | Sami Gerçan (Erdoğan Atalay)    | Alex Brandt (Vinzenz Kiefer)       | Jennifer « Jenny » Dorn (Katrin Heß) | Boris Bonrath (Gottfried Vollmer)       | Kim Krüger (Katja Woywood)       | Susanne König (Daniela Wutte)             | Armand Freund (Niels Kurvin) | Isolde Schrankmann (Kerstin Thielemann) | Andrea Gerçan (Carina Wiese) (Femme de Sami) | Ayda Gerçan (Pauletta Pollmann) | Lilly Gerçan (Emma Helm) | Dana Gerçan Wegner (Gizem Emre) (fille de Sami)       |                |
| 36                             | Sami Gerçan (Erdoğan Atalay)    | Alex Brandt (Vinzenz Kiefer)       | Jennifer « Jenny » Dorn (Katrin Heß) | Boris Bonrath (Gottfried Vollmer)       | Kim Krüger (Katja Woywood)       | Susanne König (Daniela Wutte)             | Armand Freund (Niels Kurvin) | Isolde Schrankmann (Kerstin Thielemann) | Andrea Gerçan (Carina Wiese) (Femme de Sami) | Ayda Gerçan (Pauletta Pollmann) | Lilly Gerçan (Emma Helm) | Dana Gerçan Wegner (Gizem Emre) (fille de Sami)       |                |
| 37                             | Sami Gerçan (Erdoğan Atalay)    | Alex Brandt (Vinzenz Kiefer)       | Jennifer « Jenny » Dorn (Katrin Heß) | Boris Bonrath (Gottfried Vollmer)       | Kim Krüger (Katja Woywood)       | Susanne König (Daniela Wutte)             | Armand Freund (Niels Kurvin) | Thomas Sander (Mathias Herrmann)        | Andrea Gerçan (Carina Wiese) (Femme de Sami) | Ayda Gerçan (Pauletta Pollmann) | Lilly Gerçan (Emma Helm) | Dana Gerçan Wegner (Gizem Emre) (fille de Sami)       |                |
| 38                             | Sami Gerçan (Erdoğan Atalay)    | Alex Brandt (Vinzenz Kiefer)       | Jennifer « Jenny » Dorn (Katrin Heß) |                                         | Kim Krüger (Katja Woywood)       | Susanne König (Daniela Wutte)             | Armand Freund (Niels Kurvin) | Thomas Sander (Mathias Herrmann)        | Andrea Gerçan (Carina Wiese) (Femme de Sami) | Ayda Gerçan (Pauletta Pollmann) | Lilly Gerçan (Emma Helm) | Dana Gerçan Wegner (Gizem Emre) (fille de Sami)       |                |
| 39                             | Sami Gerçan (Erdoğan Atalay)    | Paul Renner (Daniel Roesner)       | Jennifer « Jenny » Dorn (Katrin Heß) | Isolde Schrankmann (Kerstin Thielemann) | Kim Krüger (Katja Woywood)       | Susanne König (Daniela Wutte)             | Armand Freund (Niels Kurvin) |                                         | Andrea Gerçan (Carina Wiese) (Femme de Sami) | Ayda Gerçan (Pauletta Pollmann) | Lilly Gerçan (Emma Helm) | Dana Gerçan Wegner (Gizem Emre) (fille de Sami)       |                |
| 40                             | Sami Gerçan (Erdoğan Atalay)    | Paul Renner (Daniel Roesner)       | Jennifer « Jenny » Dorn (Katrin Heß) | Isolde Schrankmann (Kerstin Thielemann) | Kim Krüger (Katja Woywood)       | Susanne König (Daniela Wutte)             | Armand Freund (Niels Kurvin) | Finn Bartels (Lion Wasczyk)             | Andrea Gerçan (Carina Wiese) (Femme de Sami) | Ayda Gerçan (Pauletta Pollmann) | Lilly Gerçan (Emma Helm) | Dana Gerçan Wegner (Gizem Emre) (fille de Sami)       |                |
| 41                             | Sami Gerçan (Erdoğan Atalay)    | Paul Renner (Daniel Roesner)       | Jennifer « Jenny » Dorn (Katrin Heß) | Isolde Schrankmann (Kerstin Thielemann) | Kim Krüger (Katja Woywood)       | Susanne König (Daniela Wutte)             | Armand Freund (Niels Kurvin) | Finn Bartels (Lion Wasczyk)             | Andrea Gerçan (Carina Wiese) (Femme de Sami) | Ayda Gerçan (Pauletta Pollmann) | Lilly Gerçan (Emma Helm) | Dana Gerçan Wegner (Gizem Emre) (fille de Sami)       |                |
| 42                             | Sami Gerçan (Erdoğan Atalay)    | Paul Renner (Daniel Roesner)       | Jennifer « Jenny » Dorn (Katrin Heß) | Isolde Schrankmann (Kerstin Thielemann) | Kim Krüger (Katja Woywood)       | Susanne König (Daniela Wutte)             | Armand Freund (Niels Kurvin) | Finn Bartels (Lion Wasczyk)             | Andrea Gerçan (Carina Wiese) (Femme de Sami) | Ayda Gerçan (Pauletta Pollmann) | Lilly Gerçan (Emma Helm) | Dana Gerçan Wegner (Gizem Emre) (fille de Sami)       |                |
| 43                             | Sami Gerçan (Erdoğan Atalay)    | Paul Renner (Daniel Roesner)       | Jennifer « Jenny » Dorn (Katrin Heß) | Isolde Schrankmann (Kerstin Thielemann) | Kim Krüger (Katja Woywood)       | Susanne König (Daniela Wutte)             | Armand Freund (Niels Kurvin) | Finn Bartels (Lion Wasczyk)             | Andrea Gerçan (Carina Wiese) (Femme de Sami) | Ayda Gerçan (Pauletta Pollmann) | Lilly Gerçan (Emma Helm) | Dana Gerçan Wegner (Gizem Emre) (fille de Sami)       |                |
| 44                             | Sami Gerçan (Erdoğan Atalay)    | Paul Renner (Daniel Roesner)       | Jennifer « Jenny » Dorn (Katrin Heß) | Isolde Schrankmann (Kerstin Thielemann) | Kim Krüger (Katja Woywood)       | Susanne König (Daniela Wutte)             | Armand Freund (Niels Kurvin) | Finn Bartels (Lion Wasczyk)             | Andrea Gerçan (Carina Wiese) (Femme de Sami) | Ayda Gerçan (Pauletta Pollmann) | Lilly Gerçan (Emma Helm) | Dana Gerçan Wegner (Gizem Emre) (fille de Sami)       |                |
| 45                             | Sami Gerçan (Erdoğan Atalay)    | Paul Renner (Daniel Roesner)       | Jennifer « Jenny » Dorn (Katrin Heß) | Isolde Schrankmann (Kerstin Thielemann) | Kim Krüger (Katja Woywood)       | Susanne König (Daniela Wutte)             | Armand Freund (Niels Kurvin) | Finn Bartels (Lion Wasczyk)             | Andrea Gerçan (Carina Wiese) (Femme de Sami) | Ayda Gerçan (Pauletta Pollmann) | Lilly Gerçan (Emma Helm) | Dana Gerçan Wegner (Gizem Emre) (fille de Sami)       |                |
| 46                             | Sami Gerçan (Erdoğan Atalay)    | Paul Renner (Daniel Roesner)       | Jennifer « Jenny » Dorn (Katrin Heß) | Isolde Schrankmann (Kerstin Thielemann) | Kim Krüger (Katja Woywood)       | Susanne König (Daniela Wutte)             | Armand Freund (Niels Kurvin) | Finn Bartels (Lion Wasczyk)             | Andrea Gerçan (Carina Wiese) (Femme de Sami) | Ayda Gerçan (Pauletta Pollmann) | Lilly Gerçan (Emma Helm) | Dana Gerçan Wegner (Gizem Emre) (fille de Sami)       |                |
| 47                             | Sami Gerçan (Erdoğan Atalay)    | Vicky Reisinger (Pia Stutzenstein) | Dana Gerçan (Gizem Emre)             | Max Tauber (Nicolas Wolf)               | Roman Kramer (Patrick Kalupa)    |                                           |                              |                                         |                                              |                                 |                          | Dana Gerçan Wegner (Gizem Emre) (fille de Sami)       |                |
| 48                             | Sami Gerçan (Erdoğan Atalay)    | Vicky Reisinger (Pia Stutzenstein) | Dana Gerçan (Gizem Emre)             | Max Tauber (Nicolas Wolf)               | Roman Kramer (Patrick Kalupa)    |                                           |                              |                                         |                                              |                                 |                          | Dana Gerçan Wegner (Gizem Emre) (fille de Sami)       |                |
| 49                             | Sami Gerçan (Erdoğan Atalay)    | Vicky Reisinger (Pia Stutzenstein) | Dana Gerçan (Gizem Emre)             | Max Tauber (Nicolas Wolf)               | Roman Kramer (Patrick Kalupa)    |                                           |                              |                                         |                                              |                                 |                          | Dana Gerçan Wegner (Gizem Emre) (fille de Sami)       |                |
| 50                             | Sami Gerçan (Erdoğan Atalay)    | Vicky Reisinger (Pia Stutzenstein) |                                      |                                         | Max Tauber (Nicolas Wolf)        | Ayda Gerçan (Pauletta Pollmann)           |                              |                                         |                                              |                                 |                          | Dana Gerçan Wegner (Gizem Emre) (fille de Sami)       |                |

### Acteurs principaux actuels

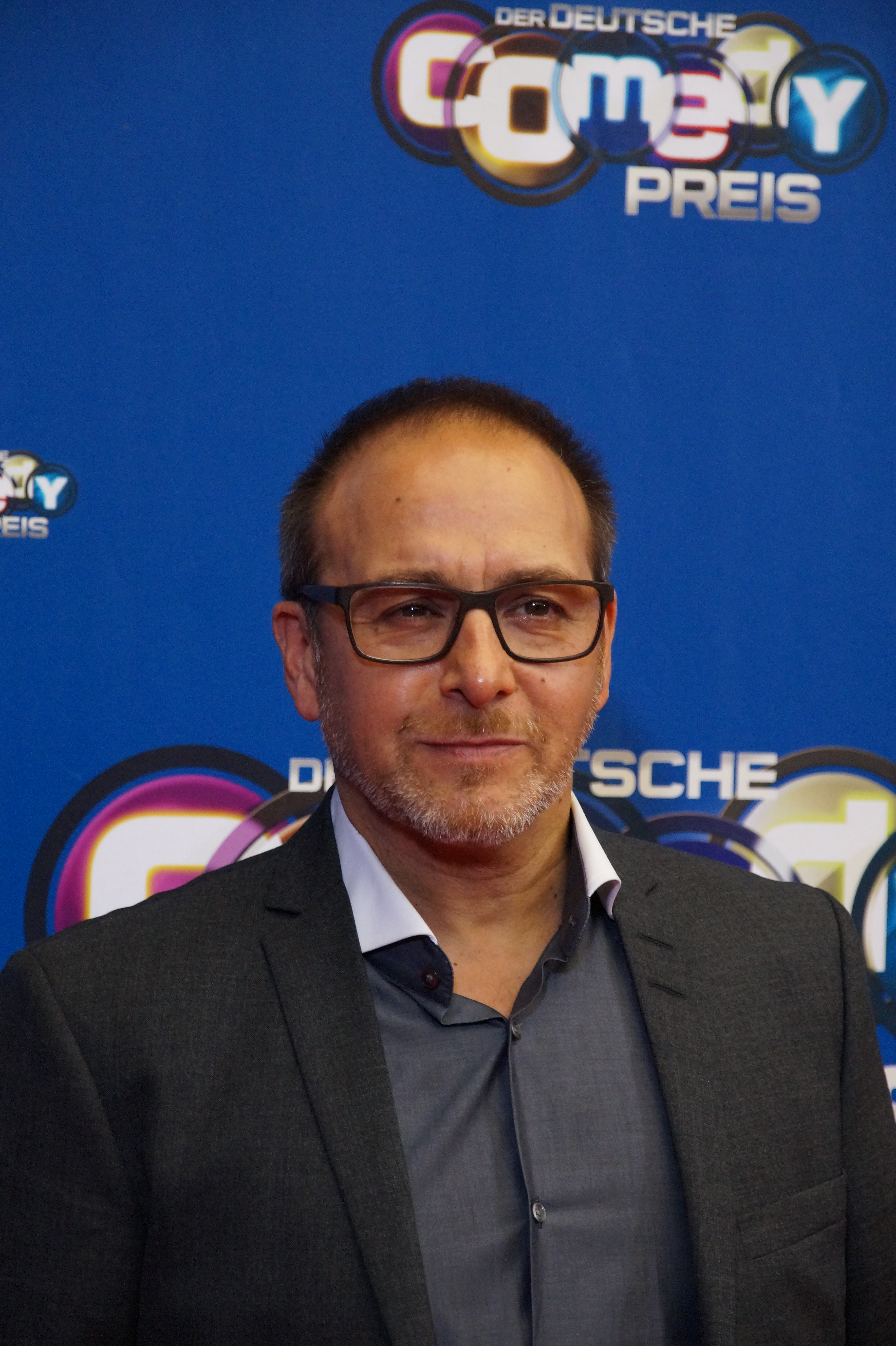
Erdoğan Atalay : l'un des acteurs principaux de la série.

#### Inspecteurs
- Erdoğan Atalay (VF : Frédéric Meaux) : Sami Gerçan (Semir Gerkhan en VO) (depuis la saison 1) ;
- Pia Stutzenstein (VF : Julie Dieu) : Victoria « Vicky » Reisinger (depuis la saison 47).

#### Brigadiers
- Gizem Emre (VF : Lise Leclercq) : Dana Gerçan Wegner, fille de Sami Gerçan (Dana Gerkhan Wegner en VO) (depuis la saison 35)[2] ;
- Tom Keune : Andi Bärenfänger (depuis la saison 50) ;
- Monika Oschek : Silke Rauhbach (depuis la saison 50)

#### Chef de service
- Nicolas Wolf (VF : Brieuc Lemaire puis Maxime van Stanfoort) : Max Tauber (depuis la saison 47).

#### Famille Gerçan
- Pauletta Pollmann : Ayda Gerçan (Ayda Gerkhan en VO), fille de Sami et Andrea (saison 19 à 46 puis 50).

### Anciens acteurs principaux

#### Inspecteurs

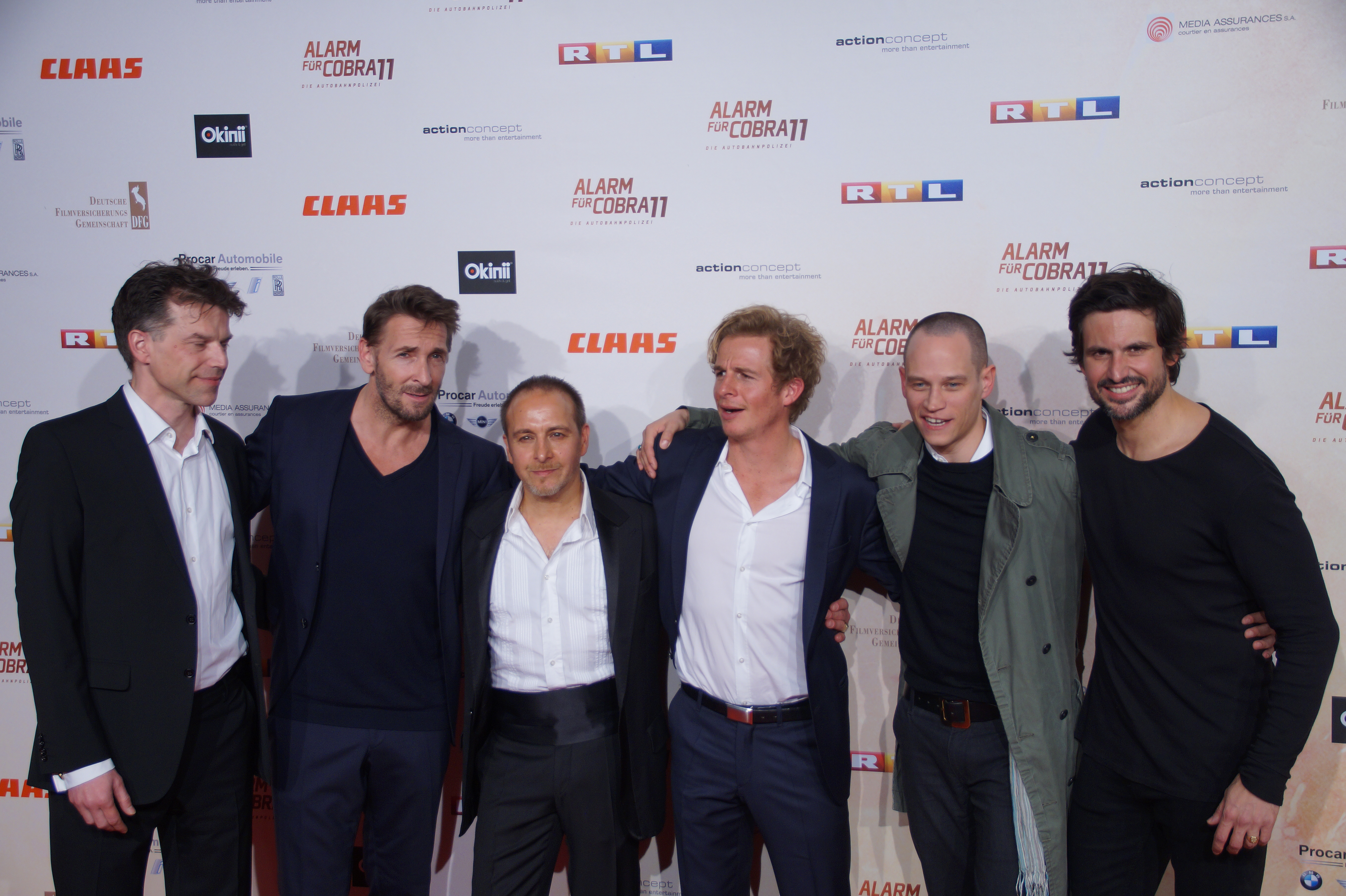
De gauche à droite : Johannes Brandrup, Mark Keller, Erdoğan Atalay, Daniel Roesner, Vinzenz Kiefer et Tom Beck, lors de la promotion pour l'épisode 300 de la série.

- Rainer Strecker (VF : Philippe Allard) : Hugo Fischer (Ingo Fischer en VO) (saison 1, épisode 1 et 2) † ;
- Johannes Brandrup (VF : Benoît Grimmiaux) : Frank Nolte (Franck Stolte en VO) (saison 1, invité saison 40) ;
- Mark Keller (VF : Laurent Sao) : André Fux (saison 2 à 6, invité saison 34) † ;
- René Steinke (VF : David Manet) : Tom Kranich (saison 7 à 13 puis 17 à 21) † ;
- Christian Oliver (VF : Mathieu Moreau) : Jan Richter (saison 14 à 16) ;
- Gedeon Burkhard (VF : Erwin Grünspan) : Chris Ritter (saison 21 à 23) † ;
- Tom Beck (VF : Michelangelo Marchese) : Ben Jäger (saison 24 à 34, invité saison 46) ;
- Vinzenz Kiefer (VF : Pierre Lognay) : Alexander « Alex »  Brandt (saison 35 à 38) ;
- Daniel Roesner (VF : Sébastien Hébrant) : Paul Renner (saison 39 à 46).

#### Brigadiers

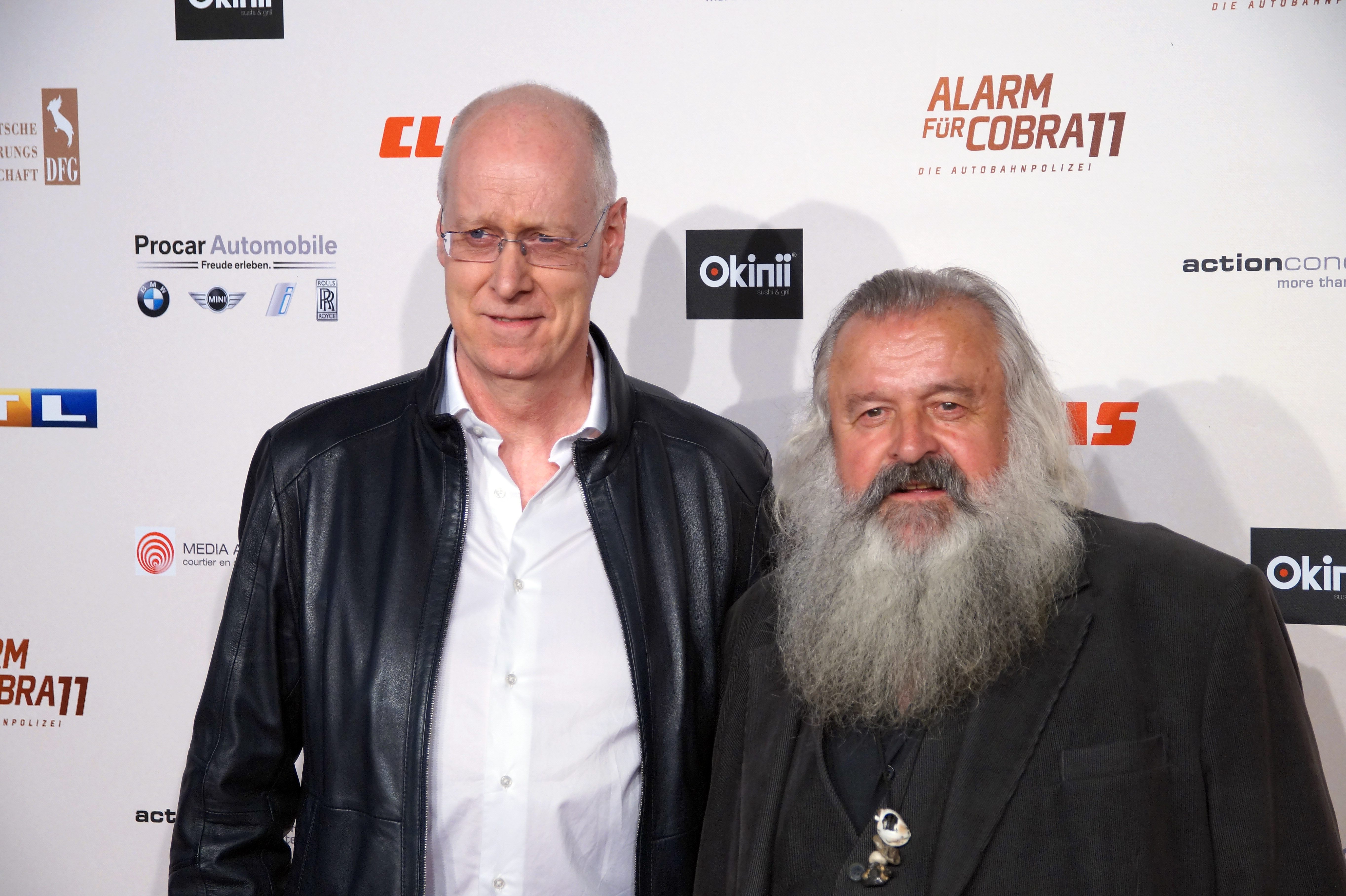
Gottfried Vollmer (à gauche) et Dietmar Huhn (à droite) : les interprètes de Boris Bonrath et de Henri Granberger.

- Claudia Balko : Anna Heckendord (saison 1) ;
- Gunter Schubert : Thomas "Tommy" Rieder (saison 1) ;
- Uwe Büschken : Marcus Bodmar (saison 1) ;
- Matthias Freihof : Jonathan Seyfert (saison 1) ;
- Sven Riemann : Poitevin (saison 2) ;
- Dietmar Huhn (VF : François Mairet) : Henri Granberger (Host Herzberger en VO) (saison 2 à 30) † ;
- Gottfried Vollmer (VF : Raphaël Anciaux) : Boris Bonrath (Dieter Bonrath en VO) (saison 3 à 37) † ;
- Katrin Heß (VF : Fanny Roy) : Jennifer "Jenny" Dorn (saison 29 à 42 puis 44 à 46) ;
- Lion Wasczyk : Finn Bartels (saison 40 à 46).

#### Chef de service
- Almut Eggert (VF : Rosalia Cuevas) : Katrina Lambert (Katharina Lamprecht en VO) (saison 1 et 2) ;
- Charlotte Schwab (VF : Léonce Wapplehorst) : Anna Anjalbert (Anna Engelhardt en VO) (saison 3 à 24, invitée saison 39 et 40) ;
- Katja Woywood (VF : Valérie Muzzi) : Kim Krüger (saison 25 à 46) † ;
- Patrick Kalupa (VF : Philippe Résimont) : Roman Kramer (saison 47 à 49).

#### Secrétaires
- Nina Weniger : Regina Christmann (saison 2) ;
- Carina Wiese (VF : Carole Baillien) : Andréa Schäfer Gerçan (Andrea Schäfer Gerkhan en VO), épouse de Sami, secrétaire de la brigade puis greffière au tribunal (saison 3 à 46) ;
- Martina Hill : Petra Schubert (saison 19 à 21) ;
- Daniela Wutte (VF : Marcha Van Boven) : Susanne König (saison 21 à 46).

#### Scientifique
- Niels Kurvin (VF : Bruno Mullenaerts) : Armand Freund (Hartmut Freund en VO) (saison 14 à 46).

#### Procureurs
- Kerstin Thielemann (VF : Catherine Conet puis Rosalia Cuevas) : Isolde Maria Schrankmann (saison 16 à 45) ;
- Mathias Hermann : Thomas Sander (saison 37 et 38) †.

#### Famille Gerçan
- Emma Helm : Lily Gerçan (Lily Gerkhan en VO), fille de Sami et Andrea (saison 27 à 46).

#### Autres
- Oliver Pocher : Oliver « Sturmi » Sturm (saisons 26 à 31) †  ;
- Markus H. Eberhard : Kai-Uwe Schröder, gérant d'un snack (saisons 12 à 20) ;
- Susan Hoecke : Isabel Frings, psychologue (saisons 37 et 38) † .

† : Personnage décédé. 

## Production

### Fiche technique
Sauf indication contraire, les informations mentionnées dans cette section peuvent être confirmées par la base de données cinématographiques IMDb,  présente dans la section « Liens externes ».
- Pays d'origine :  Allemagne
- Année de création : 1995
- Créateur : Claude Cueni
- Production : Hermann Joha

Ancien logo original de la série.

- Sociétés de production : Polyphon (1996-1998), Action Concept (depuis 1998)
- Société de distribution : RTL Television (depuis 1996)
- Lieux de tournage : Berlin Ouest (1996-1998), Cologne/Düsseldorf (depuis 1998)
- Saisons : 50
- Durée : 45 minutes & 90 minutes
- Nombre d'épisodes diffusés : 383
- Format d'image : couleur ; 4:3 puis 16:9
- Genre : action, policier, drame, comédie
- Diffusion originale : 12 mars 1996 - en production

### Lieux de tournage et de production

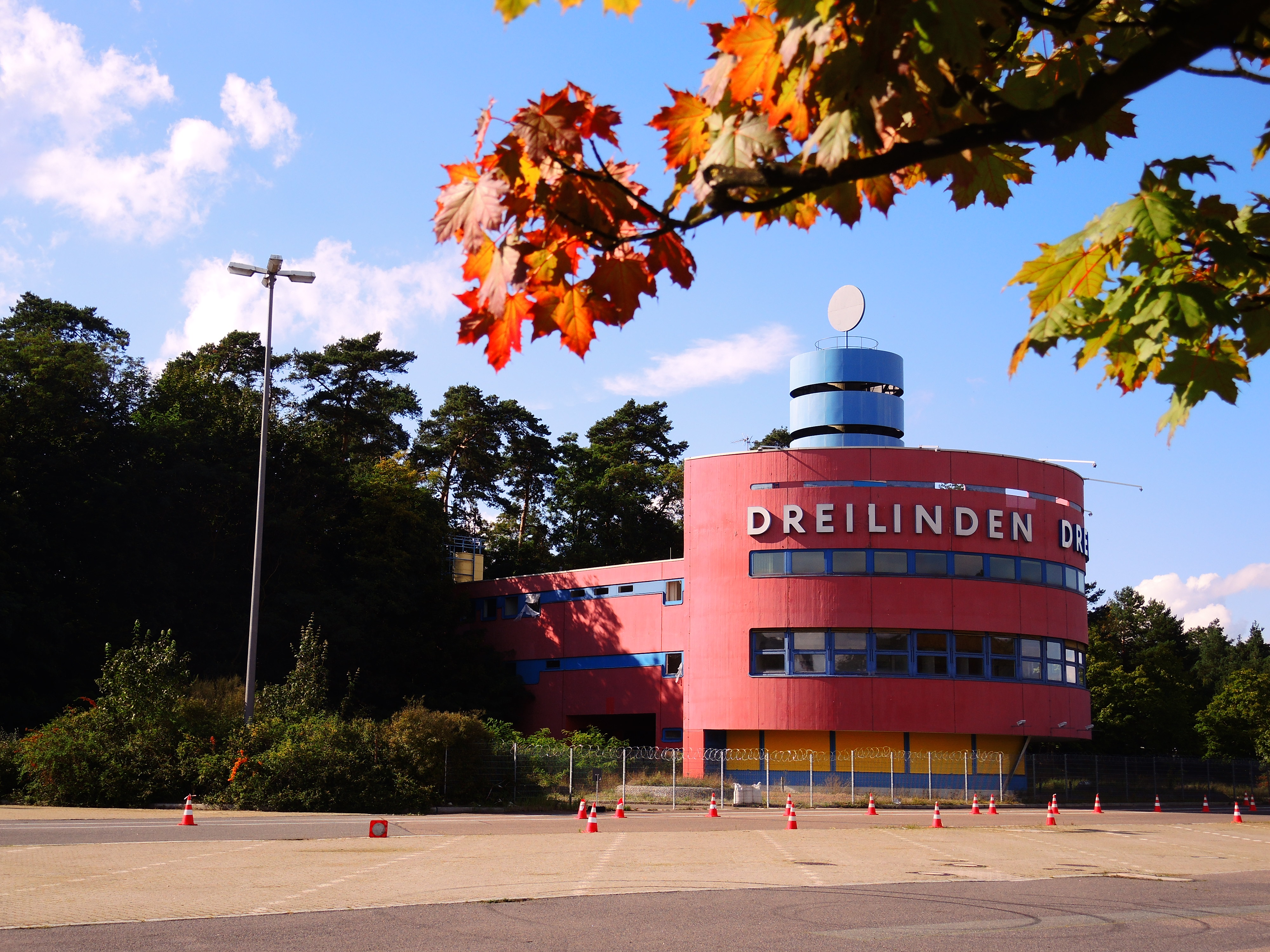
Ancien poste de douane de Dreilinden.

Les quatre premières saisons (1996-1998) ont été produites par la société de production Polyphon. Action Concept produisait uniquement les cascades. Les quatre premières saisons étaient tournées dans un restoroute abandonné, sur l'autoroute A115, à l'ouest de Berlin, dans l'ancien poste de douane de Dreilinden transformé en commissariat pour les tournages (seule une partie était utilisée). À l'époque du mur de Berlin, il s'agissait d'un point de contrôle, le Checkpoint Bravo à Dreilinden. Il comportait un poste frontière, ainsi qu'une aire de repos comportant une station service et le restoroute.

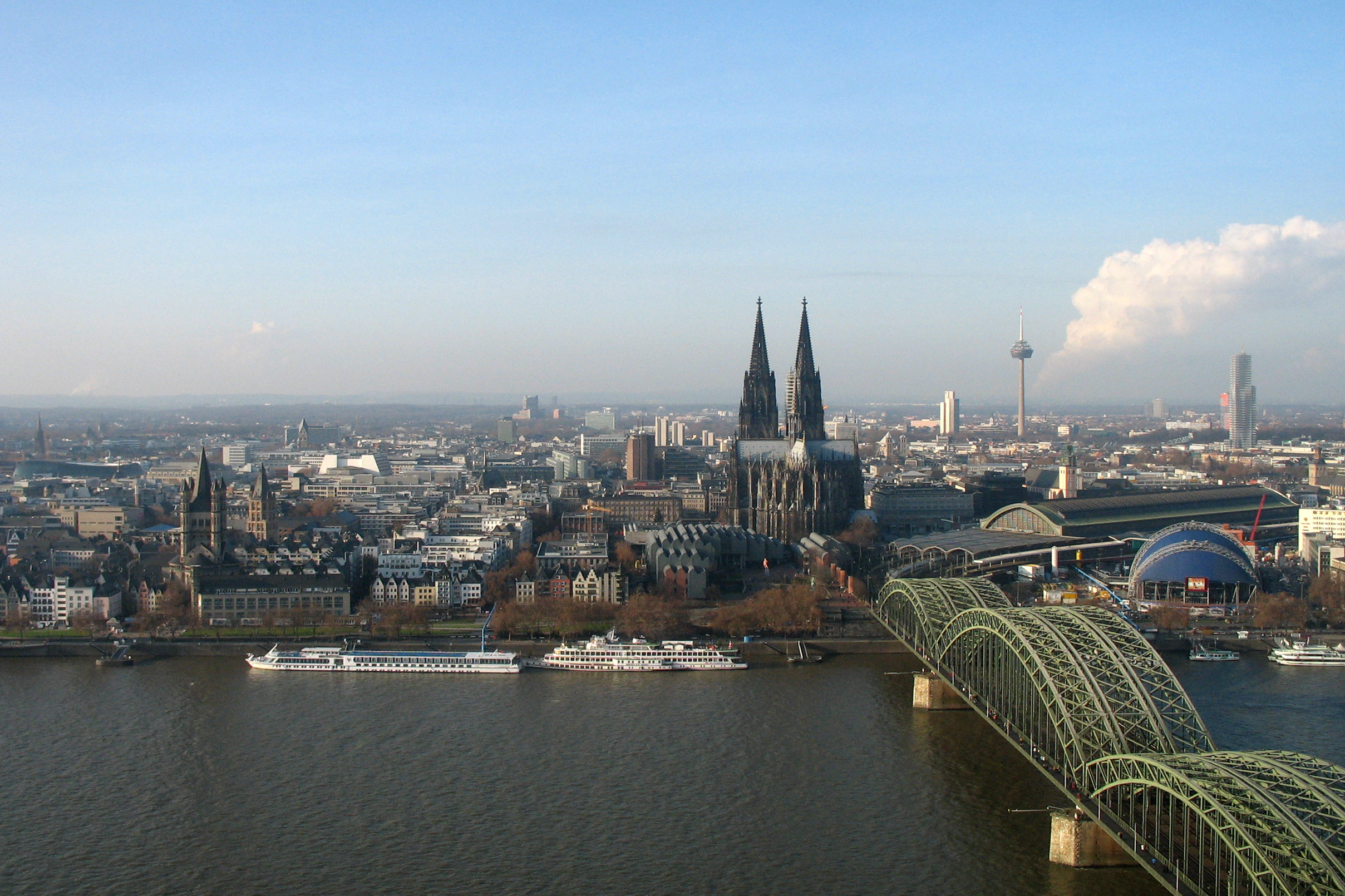
Cologne.

Depuis la cinquième saison, la série est entièrement produite par Action Concept et délocalisée dans les studios de la société près de Cologne, à Hürth. Les scènes se déroulant au sein des bureaux du commissariat étaient tournées au rez-de-chaussée des bureaux d'Action Concept. De ce fait, l'extérieur ressemblait à un véritable commissariat (inscription Autobahnpolizei, véhicule de patrouille…). Par la suite, la production délocalise le lieu de tournage de ces scènes de bureaux dans un bâtiment à Hürth pour des raisons pratiques, car il devenait difficile d'accueillir l'ensemble des équipes de la série dans les bureaux d'Action Concept.
Pour les tournages de scène d'action sur autoroutes, Action Concept a construit en 2005 la Filmautobahn, une portion d'autoroute de 2,3 km en forme de circuit. En 2008, le studio possédait 52 caméras et 10 studios de montage.

#### Tournage des cascades

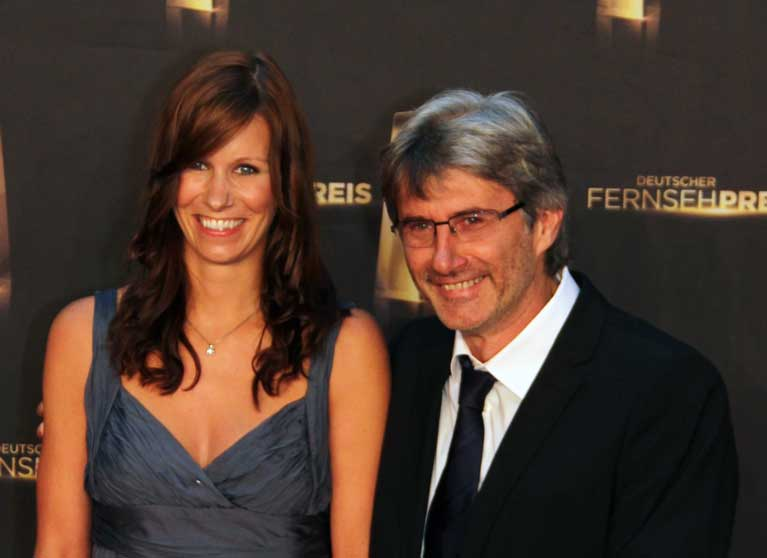
Hermann Joha (à droite), producteur de la série

Le succès d'Alerte Cobra est en partie dû aux scènes d'action et aux cascades. La réalisation d'un épisode d'Alerte Cobra coûte approximativement 750 000 €, dont  450 000 € pour la réalisation des scènes d'action[source secondaire souhaitée]. Depuis les débuts de la série, elles sont produites sous la direction de Hürth Firma, spécialisé dans réalisation de scènes d'action pour la télévision et le cinéma. Le temps de tournage d'un épisode dure de 2 à 3 semaines. Les scènes d'action prenant le plus de temps à être tournées, il est estimé qu'une journée de travail s'avère nécessaire pour la réalisation d'une scène d'action de 2 min 50.
Les véhicules utilisés pour les cascades sont des modèles de plus petites cylindrées et moins équipés (Pack M, Sport...) que les Hero-Cars.[source secondaire souhaitée]. Ainsi, une BMW 330i est remplacée par des 320d pour les cascades. Pour la CLK 320, Action Concept utilise des Opel Ascona maquillées. Certaines sont même des anciens modèles maquillés par la production afin qu'ils ressemblent aux nouveaux[source secondaire souhaitée]. De nombreux véhicules détruits dans les scènes d'action sont des véhicules récupérés à la casse par le département technique d'Action Concept, qui les remet en état pour les démolir à nouveau lors de tournage. En 2008, il était estimé qu'Action Concept possédait 50 véhicules de tournage, dont 35 voitures de police.
Au cours de la production de la série, deux accidents sont survenus lors de son tournage. Le premier se produit en mars 2001 lors du tournage du premier épisode de la saison 11 (Relais routier) : pour les besoins d'une scène, René Steinke doit courir et sauter par-dessus des toits d'immeubles. Durant l'un de ses sauts, il perd l'équilibre et tombe. Il est transporté à l'hôpital en ambulance, souffrant de légères blessures au visage.
Le second survient le 5 juillet 2008, impliquant un cascadeur de 29 ans officiant comme doublure d'Erdoğan Atalay. Le cascadeur devait sauter en jet ski au-dessus d'une voiture avant qu'elle n'explose. Alors qu'il effectue le saut au milieu de l'explosion du véhicule, le cascadeur se brûle les mains et le visage. Il est alors transporté à l'hôpital de Duisbourg où il est immédiatement pris en charge. Ses jours n'étaient cependant pas en danger. Le rapport de la police déclarera que le cascadeur avait sauté trop tard et s'est retrouvé au milieu de l'explosion. Peu après, Action Concept confirme l'accident et déclare que le cascadeur se porte bien, mais qu'il doit alors rester quelques jours en convalescence à l'hôpital. Il s'agit du premier accident grave survenu pour un cascadeur sur le tournage de la série.
Pour ses cascades réalisées dans la série, Action Concept a remporté plusieurs prix. Ainsi, le studio remporte en 2007 le World Stunt Awards de la meilleure scène d'action dans un téléfilm pour la scène finale du téléfilm Tourner la page. Trois ans auparavant, il avait remporté ce même prix grâce au téléfilm pilote d'Alerte Cobra : Team 2, Le Chat et la souris.

### Génériques
Alerte Cobra bénéficie de 10 génériques différents[source insuffisante] :
- Générique VO comporte : 2 (la saison 29 à 32, la saison 33 et 34)[pas clair]
- Générique VF comporte : 8 (de la saison 1 à 29 puis à partir de la saison 35)[pas clair]

## Diffusion

### Diffusion originale
- Depuis 1996, la série est diffusée sur RTL. La cinquantième saison est actuellement en cours de production[6].

### Diffusion dans les pays francophones

#### En France
- Sur TF1, la série a été diffusée de la saison 1 à 25, de 1997 à 2010.
- Sur TMC, la série a été diffusée de la saison 17 à 43, de 2007 à 2018.
- Sur NRJ 12, la série est diffusée de la saison 44 à 49, de 2020 à 2023.
- Sur RTL9, la série est diffusée depuis 2012.
- Sur HD1, la série a été rediffusée en 2014.
- Sur 6ter, la série est diffusé depuis l'été 2025, à partir de la saison 6[7].
- Sur TF1+, l'intégral de la série est diffusé à partir de novembre 2024.

#### En Suisse
- Sur RTS Un et RTS Deux, la série a été diffusée jusqu'à la saison 48.

#### En Belgique
- La série est diffusée à partir de 1996 sur RTL-TVI et RTL9, puis sur AB3.

#### Au Québec
- La série est diffusée sur Séries Plus à partir de février 2000.

Depuis le 4 novembre 2022, le bouquet Pluto TV propose la série à la demande.

### Diffusion internationale
En 2009, la série est vendue dans 140 pays, battant le record allemand de la série Inspecteur Derrick, vendue dans 108 pays, en faisant la série allemande la plus vendue à l'étranger :

## Historique

### Création
La série est créée en 1995 par Claude Cueni. Hermann Joha réalise les cascades et le tournage de l'épisode pilote la même année. Il est ensuite diffusé le 12 mars 1996 en Allemagne.

### Intrigues des saisons
Au 24 janvier 2025, La série compte 383 épisodes.
Il existe deux numérotations différentes des saisons[source secondaire souhaitée] :
- celle d'Action Concept qui compte une saison par an (27 saisons au 24 janvier 2025),
- celle de RTL Television qui compte une saison par période de diffusion (50 saisons au 24 janvier 2025).

### Téléfilms
Alerte Cobra bénéficie de 21 téléfilms de 90 minutes, coupés en France en deux épisodes de 45 minutes. Ils ouvrent souvent une saison. Il arrive que ces épisodes de 90 minutes aient une importance dans le déroulement de la série avec très souvent un événement marquant qui intervient au cours de l'épisode[source secondaire souhaitée] (ex : mort d'un personnage principal, démission, personnage en danger, etc.).
Depuis 2023, la série n'est plus diffusée que sous la forme de téléfilms de 90 minutes.

### Série dérivée
Une série dérivée d'Alerte Cobra nommée Alerte Cobra : Team 2 (Alarm für Cobra 11 - Einsatz für Team 2) est lancée sur RTL à partir du 17 avril 2003. Elle met en scène les personnages de Frank Traber et Suzanna Von Landitz, membres de l'unité Cobra 12. Ils sont censés remplacer le Cobra 11 quand ses membres sont en congés. Après 2 saisons et 11 épisodes, RTL annule la série fin 2005.

## Accueil

### Audience

#### Allemagne
Le téléfilm pilote « Bombes au kilomètre 92 » a rassemblé 10,6 millions de téléspectateurs en Allemagne lors de sa première diffusion, ce qui constitue un succès d'audience pour RTL.
Si durant ses premières années de diffusion, la série rencontre un grand succès, une lourde baisse d'audience a été observée depuis 2015.
Ainsi, lors de la première diffusion l'épisode « Die Kämpferin » tiré de la 38e saison, le jeudi 29 octobre 2015, la série réalise l'une de ses pires audiences historique avec 2,48 millions de téléspectateurs, soit 11,7 % de parts de marché auprès des 14-49 ans, tranche ciblée par RTL. La série s'incline devant ProSieben et The Voice, qui ont convaincu 3,73 millions de téléspectateurs, dont 21,7 % des 14-49 ans.
Lors de la diffusion de l'épisode de 90 minutes « Cobra, übernehmen Sie » de la 39e saison le jeudi 7 avril 2016, la série réalise une nouvelle audience jugée faible par RTL, avec 2,87 millions de téléspectateurs, dont 13,2 % de parts de marché auprès des 14-49 ans.
Après la diffusion de la 46e saison en septembre 2019, plusieurs personnages sont supprimés de la série. Si plusieurs d'entre eux comme Kim Krüger (Katja Woywood), Susanne König (Daniela Wutte), Andréa Gerçan (Carina Wiese), Ayda Gerçan (Pauletta Pollmann), Lilly Gerçan (Emma Helm) et Paul Renner (Daniel Roesner) ont eu le droit à des départs expliqués, plusieurs autres ont été retiré de la série sans explication comme Jenny Dorn (Katrin Heß), Finn Bartels (Lion Wasczyk) ou Armand Freund (Niels Kurvin)[source secondaire souhaitée].
La majeure partie du casting a été remerciée afin de donner un nouveau ton et une nouvelle direction artistique à la série, de sorte à reconquérir les téléspectateurs perdus au fil des années, et la moderniser au maximum.
Le jeudi 20 août 2020, RTL donne le coup d'envoi de la 47e saison, marquant l'arrivée de multiples personnages. Si les audiences des trois premières soirées sont jugées encourageantes par RTL, elles diminuent ensuite, la série devant faire face à la chaîne ProSieben et son programme FameMaker, grand succès d'audience.[source secondaire souhaitée].
Le 25 octobre 2021, après de longues incertitudes, RTL annonce le renouvellement de la série pour une quarante-neuvième saison, désormais sous forme de téléfilms de 90 minutes. Erdogan Atalay et Pia Stutzenstein sont confirmés le même jour. Patrick Kalupa, Gizem Emre et Nicolas Wolf sont, quant à eux, confirmés le 30 novembre 2021.
La diffusion des 3 téléfilms était prévue pour l'été 2022, puis pour la rentrée 2022 sur RTL. Cependant, aucun créneau horaire n'a été jugé favorable par la chaîne au cours de ces 2 périodes. Finalement, la sortie des 3 téléfilms s’est d’abord faite en streaming sur la plateforme RTL+ du 20 octobre au 2 novembre 2022.
Le 13 décembre 2022, il est annoncé que ces trois téléfilms seront diffusés à partir du mardi 10 janvier 2023 sur RTL, changeant le jour de diffusion de la série, habituellement diffusée le jeudi. L’horaire, quant à lui, reste le même, à 20h15. La série fait alors face à une concurrence plus faible que celle du jeudi, et réalise de bonnes audiences auprès des 18-49 ans, tranche privilégiée de la chaine.
En janvier 2023, la série est renouvelée pour une cinquantième saison, toujours sous forme de téléfilms.
En décembre 2024, RTL annonce la diffusion de la cinquantième saison en janvier 2025, toujours dans la case du mardi. Près de 2 ans d'attentes sont passées depuis la diffusion de la dernière saison en 2022, RTL ayant annoncée dans un premier temps la diffusion début 2024, puis courant 2024. Sur les 6 téléfilms tournés, 2 sont diffusées en janvier. Lors de cette saison, Tom Keune et Monika Oschek intègrent la distribution, dans les rôles de brigadiers.
La cinquantième saison est diffusée à partir du 14 janvier 2025. La série réalise son pire score d'audience depuis le passage de la série au format téléfilm en 2022, avec 1,33 million de téléspectateurs, et un taux de 8,8 % sur les 14-49 ans, cible privilégiée par le diffuseur. La chaîne se classe alors quatrième des audiences ce soir là.
Une semaine plus tard, le deuxième téléfilm de la saison, "Hoffnungen", fait encore moins bien. Opposée au championnat du monde de handball diffusé sur Das Erste, qui a rassemblé 6,53 millions de téléspectateurs, la série réalise son pire score d'audience depuis sa création, avec 1,13 million de téléspectateurs et affiche un score de 8,1 % chez les 14-49 ans,.

#### France
En moyenne, Alerte Cobra rassemble 300 000 téléspectateurs en "access prime-time" lors des rediffusions et 400 000 téléspectateurs lors des épisodes inédits[source secondaire souhaitée]. Alerte Cobra permet à TMC d'être la série la plus regardée de la TNT, que ce soit le soir à 19 h 40 ou à la mi-journée à 11 h 25.
Du 13 au 23 février 2015, la saison 34 réunit en moyenne 410 000 téléspectateurs entre 19 h 45 et 20 h 30, soit 1,7 % du public.

### Critique
Le site Internet Movie Database (IMDB) présente une note de 6,3/10 sur plus de 6 000 notes d'internautes.
Le site Allociné présente quant à lui une note de 2,1/5 sur plus de 4 605 notes.

## Distinctions
L'une des récompenses obtenues par Alerte Cobra est le Taurus World Stunt Awards.
La série a été récompensée dans la catégorie « meilleure scène d'action dans un film étranger » en 2004, 2007, 2009, 2011, 2012 et 2013[source secondaire souhaitée].

## Autour de la série
- Le téléfilm de la saison 7, La voiture Folle, est un remake de Panique sur la voie express, téléfilm américain de 1995 avec Judge Reinhold, Nina Siemaszko et Brian Hooks, et de Runaway Car, téléfilm américain de 1997.
- Le téléfilm de la Saison 9, Détournement sur la Ligne 834, a d'abord été diffusé sur TF1 sous le titre de Piège à haute vitesse, diffusé dans le format 90 min.
- Le téléfilm de la Saison 12, L'engrenage, est inspiré du film américain Tango et Cash avec Sylvester Stallone et Kurt Russell.
- La musique que l'on entend à la fin de l'épisode Plein Gaz (Extrem) issu de la Saison 16 est : Kein Zurück interprété par Wolfsheim.
- À partir de la saison 21, le générique et certaines musiques d'accompagnement sont composés par Kay Skerra. À partir de cette même saison, les épisodes peuvent être vus gratuitement en version originale sur le portail de Vidéos à la demande de RTL : "www.rtlnow.de"[25].
- Dans l'épisode La Tête dans les étoiles  de la saison 25, Armand conduit une DeLorean DMC-12, le véhicule mythique de la trilogie Retour vers le futur.
- Dans l'épisode Au-delà des frontières, Ben & Sami utilisent une réplique de KITT de la série télé K 2000.
- Mark Keller, l'interprète d'André Fux, quitte la série pour se consacrer à la musique et à d'autres projets artistiques lors de l'épisode Le Dernier Combat. Il fait cependant son retour en 2013, dans l'épisode pilote de la saison 34, épisode marquant également le retour de son personnage.
- Le nom de couverture utilisé par Chris Ritter dans l'épisode Tourner la page, Mark Jäger, sera repris pour celui de Ben Jäger, apparu dans la saison 24.
- Johannes Brandrup, interprète de Franck Nolte, quitte la série au bout d'une saison, ne croyant pas au succès de la série et ne voulant être associé au même rôle pendant plusieurs années. Il réapparaît cependant en 2016 pour le 300e épisode.
- En 2012, le générique de la série apparaît dans l'épisode GY 2 (Prototype) de la série Le Transporteur.
- Hermann Joha, le producteur de la série, fait une brève apparition dans Chantage à la bombe (saison 17) ; il y porte son vrai nom.
- Plusieurs acteurs sont apparus dans la série dans des rôles secondaires avant d'incarner des personnages principaux : Daniela Wutte avait ainsi effectué une première apparition dans l'épisode 10 de la saison 20 (Le dernier coup), avant d'incarner Susanne König à partir de la saison suivante. Vinzenz Kiefer avait fait une première apparition dans l'épisode 3 de la saison 26 (Pour l'amour d'un frère) avant d'incarner Alex Brandt. Mathias Herrmann est lui aussi apparu une première fois dans la série dans l'épisode 9 de la saison 19 (Flashback), où il incarne le patron de Petra Schubert. Il effectue son retour dans le rôle du procureur Thomas Sanders dans les saisons 37 et 38. Enfin, Daniel Roesner avait interprété l'inspecteur Tacho du duo Turbo et Tacho (un binôme de jeunes inspecteurs inexpérimentés et maladroits apparus dans l'épisode Le bonhomme de neige de la saison 28) avant d'incarner Paul Renner.
- Jean-Yves Berteloot est le premier acteur français à tenir un rôle important dans la série en 2015 dans Compte à rebours, le premier épisode de la saison 39. Il y prend à nouveau part dans le premier épisode de la saison 49, mais dans un rôle différent.
- Vinzenz Kiefer est écarté de la série courant 2015, RTL souhaitant revenir vers une approche plus comique et moins sérieuse pour la série dès 2016.
- Le personnage de Katja Woywood (Kim Krüger) porte le même nom que la fiancée de Tom Kranich - Elena Krüger - tuée dans l'explosion d'une voiture piégée (Schatten der Vergangenheit / Les Ombres du passé [1/2])
- Dans l'épisode Le Premier de la classe de la saison 27, lors de la course-poursuite finale, un faux raccord a lieu, avec la voiture de Sami change trois fois de jantes.

### Cross-over
Deux cross-over ont lieu entre Le Clown et Alerte Cobra. Dans le téléfilm Vengeance masquée de la première série, Erdoğan Atalay reprend brièvement son rôle de Sami Gerçan et intervient après un accident sur l'autoroute. Il fait aussi une apparition avec Mark Keller (André Fux) dans le premier épisode de la saison 1. La scène dans laquelle les deux inspecteurs apparaissent est issue du tournage de l'épisode Les Enfants du soleil d'Alerte Cobra : Au moment du tournage de l'épisode, une Porsche atterrit une première fois sur le toit. Il a fallu retourner la scène pour que la voiture atterrisse normalement sur ses roues. La seconde prise est considérée comme bonne par la production et est diffusée dans Alerte Cobra. La prise ratée a été réutilisée et remontée pour Le Clown.

## Produits dérivés

### DVD
Alerte Cobra est éditée en DVD en Allemagne depuis la création de la série. Le distributeur français Playon a publié 2 coffrets de la saison 4, sortis le 14 mai 2010.

### Jeux vidéo
La série Alerte Cobra bénéficie d'une série de jeux vidéo dérivée, intitulée Crash Time.

#### Bande originale
Depuis le 30 janvier 2012, cinq albums dématérialisés regroupant les musiques originales issues de la série.

## Autres

### Voitures
| Rôle                      | Voitures (de fonction et personnelles) |
| ------------------------- | --- |
| Sami Gerçan               | Principaux : BMW 325i (E36) (1995-1998) ; BMW 328i (E46) (1998-2005) ; BMW 330i (E90) (2005-2012) ; BMW 328i (F30) (2012-2014) ; BMW 330i Pack M Sport (F30) (2014-2019) BMW 330i (G20) (depuis 2020) Secondaires : BMW 528i (E39) (1995-2004) ; Porsche 911 (996) (1998-2004) ; BMW X5 (E70) (2007-2013) ; Mercedes CLK (W209) (2002-2009) ; Opel Kadett B ; BMW X3 (F25) (2010-...); Audi A4 B5 (1994-2001) |
| Vicky Reisinger           | Mercedes C300 (W205) (2020-2021) ; Mercedes-Benz Classe C (Type 206) (2022-2023) ; BMW Série 2 Coupé (depuis 2024) |
| Paul Renner               | Mercedes C300 (W205) (2016-2019) |
| Andrea Gerçan             | Škoda Felicia ; Peugeot 106 ; Nissan Micra ; Skoda Octavia ; Skoda Fabia ; Peugeot 306 ; Kia Sportage (2015-2019). |
| Kim Krüger                | Mercedes B (W245) (2005-2011) ; Mercedes M (W164) (2006-2011) ; Mercedes GLK (W204) (2008-2015) |
| Susanne König             | Mini (1959-2000) ; Skoda Rapid (2014) ; Mercedes CLA (2016-2019) |
| Armand Freund             | Toyota Supra Mk3 (1986-1988) « Lucy » ; DeLorean DMC-12 (1981-1983) ; Chevrolet Chevy Van 1992 |
| Jenny Dorn                | Citroën C3 Pluriel (2003-2010) ; BMW série 1 (2015-2019) |
| Isolde Maria Schrankmann  | BMW série 3 ; Mercedes-Benz Classe C |
| Finn Bartels              | Volkswagen Golf III |
| Hugo Fischer              | Ford Sierra |
| Mareike Vanstraaten       | Volkswagen Coccinelle |
| Anja Heckendorn           | Mercedes-Benz Classe C W202 ; BMW Série 5 E28 |
| Frank Nolte               | Audi 100 ; BMW Série 3 (325 TDS) ; Mercedes-Benz Classe G |
| Manfred Meier-Hofer       | Mercedes-Benz W124 |
| André Fux                 | Mercedes-Benz Classe CLK ; Mercedes-Benz Classe C ; BMW Série 3 |
| Tom Kranich               | Mercedes-Benz Classe CLK; Alfa Romeo 156; Mercedes-Benz Classe SLK |
| Elena Krüger              | Range Rover ; Opel Speedster |
| Jan Richter               | Mercedes-Benz Classe CLK ; Volkswagen Passat ; Toyota MR |
| Kai-Uwe Schröder          | Chevrolet Caprice, Honda Civic, Ford Sierra, caravane Airstream Overlander |
| Chris Ritter              | Ford Mondeo, Mercedes-Benz Classe CLK - Mercedes Classe C350 w 204 |
| Petra Schubert            | Škoda Fabia (TDI) |
| Anna Angalbert            | Lexus IS - Suzuki Grand Vitara - BMW X5 E53 - Skoda Octavia Opel Vectra - Citroën BX - Mercedes Classe A - Mercedes Classe E W 210 - Volkswagen Golf - Mercedes-Benz Type 201 - Nissan Terrano II |
| Henri Granberger          | Principaux : Porsche Cayenne - Range Rover - BMW X6 - Opel Astra F - Secondaires : Skoda Octavia - Toyota Yaris; Mercedes-Benz W124 |
| Andreas "Tacho" Tachinski | Dodge Charger 1970; Buick Park Avenue 1991 |
| Nina Becker               | BMW X5 |
| Ben Jäger                 | Mercedes Classe C350 (Saison 24-27) - Mercedes Classe E500 Coupé (Saison 28-34) - Mercedes-Benz Classe R - Harley Davidson Nightrod , Porsche 911 1972; Audi R8 |
| Boris Bonrath             | Principales : Porsche 996 - Porsche Cayenne - Range Rover - BMW X6 - Porsche 911 Secondaires : Mercedes-Benz Classe C w202 - Mercedes-Benz W124 - Opel Omega |
| Alex Brandt               | Mercedes CLA (W117) (2014-2015) |
| Thomas Sander             | Audi A8 |

### L'armement de la Brigade autoroutière
Si les personnages d'Alerte Cobra changent souvent de voiture de service, leur arme de dotation reste souvent la même d'une saison à l'autre.
Le Walther P88C arme les duos d'inspecteurs principaux jusqu'à la mort de Tom Kranich tandis que Sami Gerçan l’utilise toujours.
Cependant, le P88 C est remplacé par un SIG P6 pour Chris Ritter puis Ben Jäger, les patrouilleurs Henri Granberger, Boris Bonrath, Jenny Dornn, de même que la plupart des policiers en uniforme apparaissant dans la série.
Des Sig-Sauer P228 (remplaçant le P6 dans les mains de Ritter et Jäger parfois à la suite d'erreurs de continuité) et des HK P2000 arment souvent les agents de police ou les inspecteurs du LKA de Cologne.
La commissaire divisionnaire Angalbert dirigeant la brigade autoroutière porte un P6 (remplacé dans certains épisodes par un P228 ou un P2000). Sa remplaçante Krüger opte pour un P2000 mais le plus souvent un P30 (dans sa version Umarex en 9 mm à blanc) qu'utilise aussi Alex Brandt (finition noire mat).
Seul l'expert Armand Freund utilise des revolvers calibre 357 Magnum comme un S&W 686 ou un Colt Python.
Lors des interventions risquées, les opérateurs du SEK (appelé Forces spéciales dans la VF) utilisent le plus souvent des HK MP5 (dans toutes ses versions), comme Sami et Ben, mais aussi des HK MP7, des HK G36, des Mossberg 500.